# Sankt Josef (Weststeiermark)
Sankt Josef (Weststeiermark) è un comune austriaco di 1 473 abitanti nel distretto di Deutschlandsberg, in Stiria.